# 遅塚久則
遅塚 久則（ちづか ひさのり、1725年4月19日（享保10年3月7日）- 1795年12月1日（寛政7年10月20日））は、江戸時代中期の装剣金工家、藩士である。字は伯徴。号は休足。幼名は喜太郎後に文治。

## 経歴・人物
初めは陸奥の守山藩の藩士を務めた。後に大森英秀の門人（推定）となり、装剣を学ぶ。
これにより、色金を利用した華麗で緻密な作風の鍔を多く制作した。また、孔雀や鳳凰等、鳥類や牛、馬等の動物の図柄の装剣も制作したといわれている。鍔以外にも目貫も得意とされており、その作品が今日も残されている。